# Luigi Mariotti (Politiker)

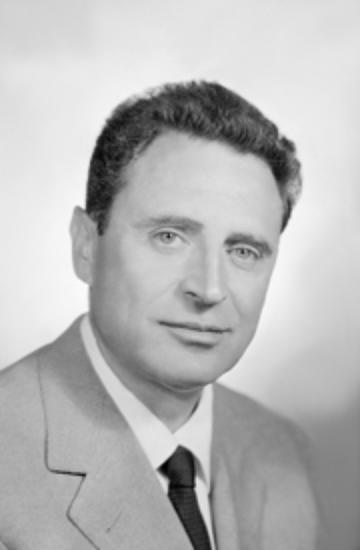
Luigi Mariotti (1963)

Luigi Mariotti (* 23. November 1912 in Florenz; † 27. Dezember 2004 ebenda) war ein italienischer Politiker der Sozialistischen Partei Italiens PSI (Partito Socialista Italiano), der zwischen 1953 und 1968 Mitglied des Senats (Senato della Repubblica) sowie von 1968 bis 1979 Mitglied der Abgeordnetenkammer (Camera dei deputati) war. Er bekleidete zudem verschiedene Ministerämter und war von 1964 bis 1968 und zwischen 1970 und 1972 Gesundheitsminister sowie zwischen 1968 und 1969 Minister für Verkehr und Zivilluftfahrt. Er war ferner von 1973 bis 1976 Fraktionsvorsitzender (Capogruppo) der PSI-Fraktion sowie zwischen 1976 und 1979 Vizepräsident der Abgeordnetenkammer.

## Leben

### Studium, Senator und Minister
Luigi Mariotti begann nach dem Schulbesuch ein Studium der Sozialökonomie und Betriebswirtschaftslehre, das er mit einem Laurea in scienze economiche e commerciali beendete. Er erwarb zudem einen Doktor der Betriebswirtschaftslehre (Dottore commercialista) und war danach als Freiberufler tätig. Bei den Wahlen vom 18. April 1948 wurde Pieraccini für die Sozialistische Partei Italiens PSI (Partito Socialista Italiano) die Region Toskana zum ersten Mal zum Mitglied des Senats (Senato della Repubblica) gewählt. Während der zweiten Legislaturperiode (1953 bis 1958) war er zwischen dem 21. Juli 1953 und dem 11. Juni 1958 Mitglied der Ständigen Kommission für Finanzen und Schatz (5ª Commissione permanente (Finanze e tesoro)) sowie vom 19. April 1955 bis zum 5. Januar 1957 Sekretär der Sonderkommission für den Gesetzentwurf zu Verordnung und Zuweisungen des Nationalen Rates für Wirtschaft und Arbeit CNEL (Commissione speciale Disegno di legge ordinamento e attribuzioni Consiglio nazionale dell’economia e del lavoro CNEL).

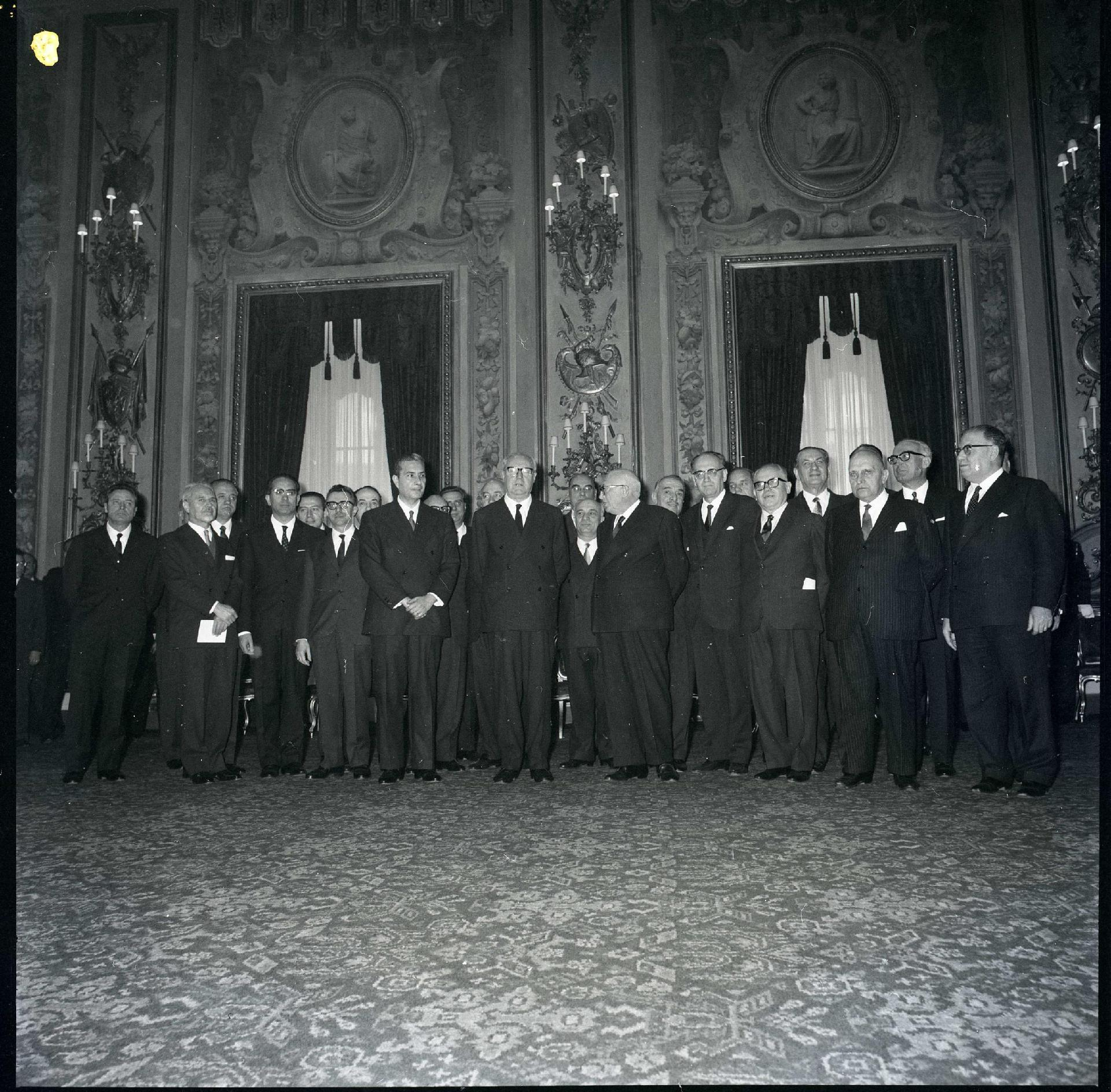
Kabinett Moro III (1966)

Bei den Wahlen am 25. Mai 1958 wurde Mariotti wieder zum Mitglied des Senats gewählt und war in der dritten Legislaturperiode (1958 bis 1963) zwischen dem 9. Juli 1958 und dem 15. Mai 1963 weiterhin Mitglied der Ständigen Kommission für Finanzen und Schatz. Zugleich war er vom 12. Juni 1958 bis zum 15. Mai 1963 auch Sekretär der PSI-Fraktion im Senat sowie zwischen dem 17. Juli und dem 24. Juli 1959 kurzzeitig Sekretär der Sonderkommission zur Prüfung des Gesetzentwurfs Nr. 661 über Eingriffe zugunsten der Volkswirtschaft (Commissione speciale per l’esame del disegno di legge n. 661 concernente interventi in favore dell’economia nazionale).
Luigi Mariotti wurde bei den Wahlen am 28. April 1963 noch einmal für den PSI für die Region Toskana zum Senator gewählt. In der vierten Legislaturperiode (1963 bis 1968) gehörte er zwischen dem 16. Mai 1963 und dem 21. Juli 1964 zunächst dem Rat für Geschäftsordnung (Giunta per il regolamento) als Mitglied an und war zugleich vom 3. Juli 1963 bis zum 4. Juni 1968 abermals Mitglied der Ständigen Kommission für Finanzen und Schatz. Nachdem er vom 1. Juli bis zum 11. Dezember 1963 Vizepräsident war, fungierte er zwischen dem 12. Dezember 1963 bis zum 21. Juli 1964 als Präsident der PSI-Fraktion im Senat. Des Weiteren war er zwischen dem 12. März und dem 22. Juli 1964 auch Mitglied der Ständigen Kommission für Auswärtige Angelegenheiten (3ª Commissione permanente (Affari esteri)). Am 22. Juli 1964 übernahm er im Kabinett Moro II das Amt als Gesundheitsminister (Ministro della sanità) und bekleidete dieses auch im Kabinett Moro III vom 23. Februar 1966 bis zum 23. Juni 1968. Am 11. November 1966 schloss er sich der neu gebildeten gemeinsamen Fraktion von PSI und Sozialistisch-Demokratischer Partei Italiens PSDI (Partito Socialista Democratico Italiano) an.

### Mitglied und Vizepräsident der Abgeordnetenkammer

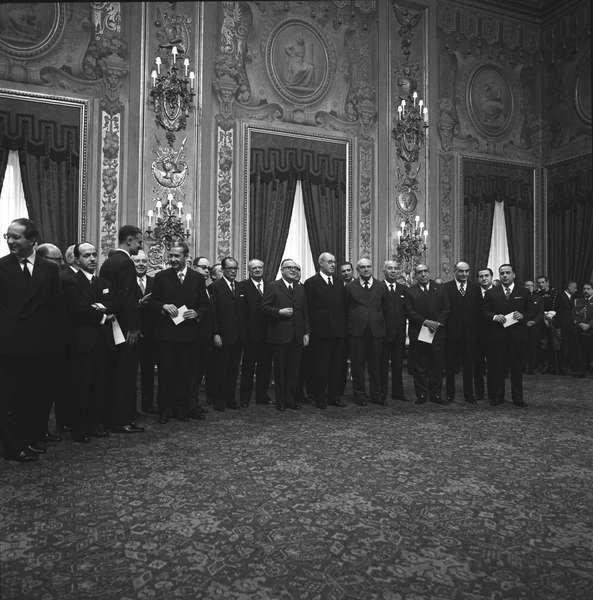
Kabinett Rumor III (1970)

Nach fünfzehnjähriger Mitgliedschaft im Senat wurde Mariotti den Wahlen am 19. und 20. Mai 1968 
für die Sozialistische Partei Italiens im Wahlkreis Florenz zum ersten Mal zum Mitglied der Abgeordnetenkammer (Camera dei deputati) gewählt. In der darauf folgenden fünften Legislaturperiode (1968 bis 1972) war er vom 10. Juli 1968 bis zum 24. Mai 1972 Mitglied der Kommission für Finanzen und Schatz (VI Commissione (Finanze e Tesoro)). Im Kabinett Rumor bekleidete er zwischen dem 12. Dezember 1968 und dem 5. August 1969 das Amt als Minister für Verkehr und Zivilluftfahrt (Ministro dei Trasporti e aviazione civile). Am 27. März 1970 übernahm er Kabinett Rumor III erneut den Posten als Gesundheitsminister und hatte diesen vom 6. August 1970 bis zum 17. Februar 1972 auch im Kabinett Colombo inne.
Er wurde bei den Wahlen am 7. Mai 1972 wieder zum Mitglied der Abgeordnetenkammer gewählt und war in der sechsten Legislaturperiode (1972 bis 1976) zwischen dem 25. Mai und dem 7. Juli 1972 zunächst weiterhin Mitglied der Kommission für Finanzen und Schatz sowie im Anschluss vom 7. Juli 1972 bis zum 2. Oktober 1973 Mitglied der Kommission für Hygiene und öffentliche Gesundheit (XIV Commissione (Igiene e Sanità pubblica)). Zugleich war er zwischen dem 7. Juli 1973 und dem 23. November 1974 sowie erneut vom 17. Januar 1976 bis zum 4. Juli 1976 Mitglied der Kommission für den Haushalt und staatliche Beteiligungen (V Commissione (Bilancio e Partecipazioni statali)). Am 27. Juli 1973 wurde er Fraktionsvorsitzender (Capogruppo) der PSI-Fraktion in der Abgeordnetenkammer und hatte diese Funktion bis zum 4. Juli 1976 inne. Er war des Weiteren zwischen dem 2. Oktober 1973 und dem 17. Januar 1975 auch Mitglied der Kommission für Auswärtiges (III Commissione (Esteri)).
Bei den Wahlen am 20. Juni 1976 wurde Mariotti im Wahlkreis Florenz für den PSI noch einmal zum Mitglied der Abgeordnetenkammer gewählt und gehörte dieser bis zum 19. Juni 1979 an. Er war in der siebten Legislaturperiode (1976 bis 1979) vom 5. Juli 1976 bis zum 19. Juni 1979 Vizepräsident der Abgeordnetenkammer (Vicepresidente della Camera dei Deputi) und damit einer der Stellvertreter von Parlamentspräsident Pietro Ingrao. Des Weiteren war er zwischen dem 5. Juli 1976 und dem 21. März 1977 wieder Mitglied der Kommission für Hygiene und öffentliche Gesundheit sowie im Anschluss vom 21. März 1977 bis zum 19. Juni 1979 abermals Mitglied der Kommission für den Haushalt und staatliche Beteiligungen.